# Open Font License
Open Font License é uma licença de uso livre e de código aberto elaborada pela SIL International especificamente para o uso por fontes tipográficas de computador.

## Ligações Externas
- SIL Open Font License (OFL)